# 당신은 친구가 있어요
당신은 친구가 있어요 (en: You've Got a Friend) 는, 미국의 싱어송 라이터의 캐롤 킹 이 1971년에 발표한 악곡. 1972년 그래미상에서 최우수 악곡상을 획득하고 있어 다수의 아티스트에 커버되었다.

## 오리지널
'당신은 친구가 있어요'는 캐롤 킹이 1971년 1월 자신의 앨범 '쭉쭉' 과 제임스 테일러의 앨범 '매드 슬라이드 슬림' 의 녹음 세션에서 쓴 곡이다. 킹은 “이 곡은 지금까지 경험한 적이 없는 순수한 영감에 가까운 것이었다. 곡 자신이 곡을 썼는데. 라고 말하고 있다. 또 테일러에 따르면 킹은 이 곡이 테일러의 곡 '파이어 앤 레인'에서 반복되는 "I've seen lonely times when I could not find a friend" (친구를 찾을 수 없는 외로운 시기가 있었다) 라는 절에 대한 반가라고 증언하고 있다. 킹 앨범과 테일러 앨범은 동시 병행으로 녹음되어 있으며, 킹, 대니 코치머, 조니 미첼의 3명이 모두 참가하고 있다. 이 곡은 양쪽 앨범에 수록되어 있지만, 킹은 1972년의 인터뷰에서 “제임스나 누군가를 특별히 의식적으로 쓴 것은 아니다. 말했다” 고 말하고 있다. 테일러는 이 곡을 싱글컷했지만, 킹은 '잇츠 투 레이트' 를 발표했다.

## 제임스 테일러의 커버
1971년 앨범 '매드 슬라이드 슬림' 에 수록된 테일러 버전은 싱글로 성공하고 있으며, 빌보드 핫 100 에서는 7월 31일자로 1위를 획득, 영국 싱글 차트 에서는 4위 기록했다. 또 이지 리스닝 차트에서도 1위를 기록하고 있다. 덧붙여 이 곡에 의해, 1972년 그래미 어워드 에서 테일러는 최우수 남성 팝 보컬상, 송 라이터의 킹은 최우수 악곡상 을 수상하고 있다.

## 로버타 플랙 & 도니 해서웨이 버전
로버타 플랙 과 도니 해서웨이는 1971년 연명으로 싱글로 발표했으며, 빌보드 핫 100 에서는 29위를, R&B 차트에서는 8위를 기록했다. 싱글 B면에 수록된 '곤 어웨이'는 플랙 명의의 앨범 '제2장' (1970년)의 곡으로 해서웨이가 피아노나 백킹 보컬 등으로 참가하고 있다. 이 커버는 1972년 4월에 발표된 앨범 "로버타 플랙 & 도니 해서웨이" 에도 수록됐다.
또, 해서웨이는 라이브에서도 노래해, 소울풀인 가스페르풍의 라이브 버젼은, 1972년의 앨범 "라이브" 와 몰후 릴리스의 앨범 "송스 포 유 LIVE!" 에 수록되었다.

## 블랑 뉴 헤비스 버전
영국의 애시드 재즈 그룹인 블랑 뉴 헤비스 와 보컬 사이다 가렛은 1997년 이 곡을 커버했다. 이 버전은 영국 싱글 차트 에서 9위를 기록했다. 덧붙여 이 곡은 미국 발매판의 앨범 "쉘터" 에는 수록되어 있지 않다.

## 1998 VH1 Divas Version
1998년 4월 14일, '세기의 라이브, 여신들의 경연 ~ 디버스 라이브'에서 셀린 디옹, 샤니아 트웨인, 글로리아 에스테판, 캐롤 킹 이 '당신은 친구가 있어요' 를 경연했다. 이 행사는 뉴욕의 비콘 극장에서 열렸다. 콘서트의 모양은 1998년 10월 6일에 CD, DVD 로 발매되었다. 머라이어 캐리 와 아레사 프랭클린 도 이 행사에 참여했다.
'당신은 친구가 있어요'는 '세기의 라이브, 여신들의 경연~디버스 라이브'의 '내츄럴 우먼'에 이은 두 번째 라디오 싱글이 되었다. 이 버전은 벨기에의 에어플레이 차트에서 74위를 기록했다.